# Lijst van attracties in Magic Kingdom
Deze pagina bevat een lijst met attracties in het Amerikaanse attractiepark Magic Kingdom.

## Huidige attracties
| Naam                                               | Themagebied                                  | Opening           | Attractietype                        | Afbeelding | Wachtrij optie |
| -------------------------------------------------- | -------------------------------------------- | ----------------- | ------------------------------------ | ---------- | -------------- |
| Astro Orbiter                                      | Tomorrowland                                 | 30 april 1994     | Draaimolen met armen                 |            |                |
| The Barnstormer                                    | Fantasyland                                  | 12 maart 2012     | Stalen achtbaan                      |            | * FastPass+    |
| Big Thunder Mountain Railroad                      | Frontierland                                 | 15 november 1980  | Mijntreinachtbaan                    |            | * FastPass+    |
| Buzz Lightyear's Space Ranger Spin                 | Tomorrowland                                 | 3 november 1998   | Interactieve darkride                |            | * FastPass+    |
| Casey Jr. Splash 'N' Soak Station                  | Fantasyland                                  | 6 december 2012   | Speeltuin                            |            |                |
| Country Bear Jamboree                              | Frontierland                                 | 1 oktober 1971    | Animatronicsshow                     |            |                |
| Dumbo the Flying Elephant 2e versie                | Fantasyland                                  | 6 december 2012   | Draaimolen met armen                 |            | * FastPass+    |
| Enchanted Tales with Belle                         | Fantasyland                                  | 6 december 2012   | Walkthrough met ontmoeting met Belle |            | * FastPass+    |
| Frontierland Shootin' Arcade                       | Frontierland                                 | 1 oktober 1971    | Kermisspellen                        |            |                |
| The Hall of Presidents                             | Liberty Square                               | 1 oktober 1971    | Animatronicsshow                     |            |                |
| Haunted Mansion                                    | Liberty Square                               | 1 oktober 1971    | Darkride                             |            | * FastPass+    |
| "It's a small world"                               | Fantasyland                                  | 1 oktober 1971    | Dark water ride                      |            | * FastPass+    |
| Jungle Cruise                                      | Adventureland                                | 1 oktober 1971    | Rondvaart                            |            | * FastPass+    |
| Liberty Square Riverboat                           | Liberty Square                               | 1 oktober 1971    | Rondvaart                            |            |                |
| Mad Tea Party                                      | Fantasyland                                  | 1 oktober 1971    | Theekopjesattractie                  |            | * FastPass+    |
| The Magic Carpets of Aladdin                       | Adventureland                                | 24 mei 2001       | Draaimolen met armen                 |            | * FastPass+    |
| Main Street Vehicles                               | Main Street, U.S.A.                          | 1 oktober 1971    | Paardentram                          |            |                |
| The Many Adventures of Winnie the Pooh             | Fantasyland                                  | 4 juni 1999       | Darkride                             |            | * FastPass+    |
| Mickey's PhilharMagic                              | Fantasyland                                  | 8 oktober 2003    | 4D-film                              |            | * FastPass+    |
| Monsters, Inc. Laugh Floor                         | Tomorrowland                                 | 2 april 2007      | Interactieve film                    |            | * FastPass+    |
| Peter Pan's Flight                                 | Fantasyland                                  | 1 oktober 1971    | Darkride                             |            | * FastPass+    |
| A Pirate's Adventure ~ Treasures of the Seven Seas | Adventureland                                | 31 mei 2013       | Speurtocht                           |            |                |
| Pirates of the Caribbean                           | Adventureland                                | 15 september 1973 | Dark water ride                      |            | * FastPass+    |
| Prince Charming Regal Carrousel                    | Fantasyland                                  | 1 oktober 1971    | Draaimolen                           |            |                |
| Seven Dwarfs Mine Train                            | Fantasyland                                  | 28 mei 2014       | Stalen achtbaan                      |            | * FastPass+    |
| Sorcerers of the Magic Kingdom                     | Main Street, U.S.A.                          | februari 2012     | Speurtocht en ruilkaartspel          |            |                |
| Space Mountain                                     | Tomorrowland                                 | 15 november 1975  | Stalen achtbaan                      |            | * FastPass+    |
| Stitch's Great Escape!                             | Tomorrowland                                 | 16 november 2004  | Animatronicsshow                     |            |                |
| Swiss Family Treehouse                             | Adventureland                                | 1 oktober 1971    | Walkthrough                          |            |                |
| Tomorrowland Speedway                              | Tomorrowland                                 | 1 oktober 1971    | Rondrit                              |            | * FastPass+    |
| Tomorrowland Transit Authority Peoplemover         | Tomorrowland                                 | 1 oktober 1971    | Rondrit                              |            |                |
| Tom Sawyer Island                                  | Frontierland                                 | 1 oktober 1971    | Speeltuin                            |            |                |
| Under the Sea ~ Journey of the Little Mermaid      | Fantasyland                                  | 6 december 2012   | Darkride                             |            | * FastPass+    |
| Walt Disney's Carousel of Progress                 | Tomorrowland                                 | 15 januari 1975   | Animatronicsshow                     |            |                |
| Walt Disney's Enchanted Tiki Room                  | Adventureland                                | 1 oktober 1971    | Animatronicsshow                     |            |                |
| Walt Disney World Railroad                         | Main Street, U.S.A. Frontierland Fantasyland | 1 oktober 1971    | Smalspoortrein                       |            |                |

## Gesloten attracties
| Naam                                           | Themagebied  | Opening        | Sluiting         | Attractietype        | Afbeelding |
| ---------------------------------------------- | ------------ | -------------- | ---------------- | -------------------- | ---------- |
| 20,000 Leagues Under the Sea: Submarine Voyage | Fantasyland  | 1 oktober 1971 | 5 september 1994 | Rondvaart            |            |
| Dumbo the Flying Elephant 1e versie            | Fantasyland  | 1 oktober 1971 | 8 januari 2012   | Draaimolen met armen |            |
| Snow White's Scary Adventures                  | Fantasyland  | 1 oktober 1971 | 31 mei 2012      | Darkride             |            |
| Splash Mountain                                | Frontierland | 1 oktober 1992 | 22 januari 2023  | Boomstamattractie    |            |

Walt Disney World Resort · Cinderella Castle · Lijst van attracties in Magic Kingdom · Afbeeldingen